# Bandang Daya
Bandang Daya is een bestuurslaag in het regentschap Bangkalan van de provincie Oost-Java, Indonesië. Bandang Daya telt 3851 inwoners (volkstelling 2010).